# 阿曼達·赫茲
阿曼達·藍道夫·赫茲（英語：Amanda Randolph Hearst，1984年1月5日—）是一位美國社交名媛、行動主義者、時尚模特兒及威廉·藍道夫·赫茲的媒體企業集團赫茲國際集團的繼承人。她是《美麗佳人》的副市場編輯，及致力於停止對小狗不人道待遇的組織Friends of Finn的創辦人。她同時也是河流保護組織Riverkeeper的少年理事會的聯席主席。

## 家族與早年生活
她是安妮·赫茲的女兒、帕蒂·赫茲的外甥女及媒體大亨威廉·藍道夫·赫茲的曾孫女。她的父親理查德·麥克切斯尼（Richard McChesney）在赫茲出生前與她的母親分居。她亦是小說家傑伊·麥克倫尼的繼女，及莉蒂亞·赫斯特-蕭的表姊。
赫茲進入紐約的沙潘學校就讀，之後從康乃狄克州沃靈福德的寄宿學校喬特羅斯瑪麗中學畢業。她在短暫就讀於波士頓學院後，中途輟學以追尋模特兒生涯。她最終被說服重返校園，進入福坦莫大學就讀，在2008年以藝術歷史文學士學位畢業。

## 模特兒生涯
赫茲身為前IMG模特兒，曾登上《Town & Country》、《哈潑時尚》、《柯夢波丹》等主流雜誌封面，且她也曾登上《浮華世界》。
赫茲在2012年為莉雅·琦比德所設計的道德時尚新系列擔任模特兒。

## 外部連結
- Amanda Hearst於模特兒目錄（Fashion Model Directory）的相關資料